# David Niven
David Niven (født 1. marts 1910, død 29. juli 1983) var en engelsk skuespiller, der lige så vel spillede førsteelsker som snarrådig actionhelt. Hans varemærke var den elegante charmør gennem næsten 50 år i filmbranchen og et utal af roller.

## Biografi
Fødenavn: James David Graham Niven. Hans far var løjtnant i British Army, men faldt i slaget ved Gallipoli i 1915. Niven fulgte i sin fars fodspor og gik ind i hæren, hvor han endte med rang af sekondløjtnant. 
Han opgav dog snart sin officersbestalling, og derefter blev han først statist i Hollywood i 1930'erne, men hurtigt steg han i graderne til mere betydningsfulde roller. Under 2. verdenskrig meldte han sig frivilligt til tjeneste, og det blev derfor kun til to film i den periode. Men efter krigen fortsatte han, hvor han havde sluppet, og blandt hans store successer kan nævnes rollen som "Phileas Fogg" i en indspilning af Jorden rundt i 80 dage, sprængstofekspert i Navarones kanoner og "Sir Charles Litton", tyv, i Den lyserøde panter.
Niven skrev sine erindringer i to bøger: Månen er en ballon og  Bring on the empty horses og romanen Pandoras æske, der udkom på dansk i 1982.

## Filmografi
Niven har blandt andet spillet med i følgende film:
- Roulettens dronning (1935)
- Fangen på Zenda (1937)
- Stormfulde højder (1939)
- Vejen frem (1942)
- Den listige Pimpernel (1950)
- Affæren Carrington (1955)
- Jorden rundt i 80 dage (1956)
- Fra bord til bord (1958)
- Navarones kanoner (1961)
- 55 dage i Peking (1963)
- Den lyserøde panter (1963)
- Casino Royale (1967)
- Konge, dame, knægt (1972)
- Middag med mord (1976)
- Døden på Nilen (1978)
- Flugten til Athena (1979)
- Den lyserøde panter ser rødt (1983)

## Priser og hædersbevisninger
- 1959: Oscar og Golden Globe for bedste mandlige hovedrolle i Fra bord til bord
- 1981: Specialpris ved British Film Awards